# Подбеле (Мазовецьке воєводство)
Подбеле (пол. Podbiele) — село в Польщі, у гміні Старий Люботинь Островського повіту Мазовецького воєводства.
Населення — 147 осіб (2011).
У 1975-1998 роках село належало до Остроленцького воєводства.

## Демографія
Демографічна структура станом на 31 березня 2011 року:
|          | Загалом | Допрацездатний вік | Працездатний вік | Постпрацездатний вік |
| -------- | ------- | ------------------ | ---------------- | -------------------- |
| Чоловіки | 75      | 13                 | 48               | 14                   |
| Жінки    | 72      | 15                 | 37               | 20                   |
| Разом    | 147     | 28                 | 85               | 34                   |